# Tella (sitio arqueológico)
Tella es un sitio arqueológico en el Perú. Está situado en la Región Amazonas, provincia de Chachapoyas, distrito de Magdalena. Abarca un área de cuatro hectáreas. Según los historiadores y arqueólogos se trataría de una ciudadela construida por los chachapoyas. Se caracteriza por las edificaciones circulares y muros que alcanzan los 4 metros de altura. El lugar encuentra rodeado de campos agrícolas.